# Catishtic
Catishtic es una localidad del estado mexicano de Chiapas. Es parte del municipio de Chamula.

## Demografía
| Gráfica de evolución demográfica |
|                                  |

| Censo | Población |
| ----- | --------- |
| 1940  | 456       |
| 1950  | 753       |
| 1960  | 503       |
| 1970  | 773       |
| 1980  | 287       |
| 1990  | 1 127     |
| 2000  | 1 025     |
| 2010  | 1 319     |
| 2020  | 1 848     |